# Hell in a Cell (2017)
Hell in a Cell (2017) foi um evento de luta livre profissional produzido pela WWE e transmitido em formato pay-per-view pelo WWE Network, que ocorreu em 8 de outubro de 2017 no Little Caesars Arena, em Detroit, Michigan e que contou com a participação dos lutadores do SmackDown. Este foi o nono evento da cronologia do Hell in a Cell e o décimo terceiro pay-per-view de 2017 no calendário da WWE.

## Antes do evento
Hell in a Cell teve combates de luta profissional de diferentes lutadores com rivalidades e histórias pré-determinadas, que se desenvolveram no SmackDown Live — programa de televisão da WWE. Os lutadores interpretaram um vilão ou um mocinho seguindo uma série de eventos para gerar tensão, culminando em várias lutas.

## Resultados
| Nº                                          | Resultados                                                                                     | Estipulações                                                         | Tempo |
| ------------------------------------------- | ---------------------------------------------------------------------------------------------- | -------------------------------------------------------------------- | ----- |
| Pré- show                                   | Chad Gable e Shelton Benjamin derrotou The Hype Bros (Mojo Rawley e Zack Ryder)                | Luta de duplas                                                       | 10:20 |
| 1                                           | The Usos (Jey e Jimmy Uso) derrotou The New Day (Big E e Xavier Woods) (c) (com Kofi Kingston) | Luta Hell in a Cell de duplas pelo Campeonato de Duplas do SmackDown | 22:00 |
| 3                                           | Randy Orton derrotou Rusev                                                                     | Luta individual                                                      | 11:40 |
| 4                                           | Baron Corbin derrotou AJ Styles (c) e Tye Dillinger                                            | Luta triple threat pelo Campeonato dos Estados Unidos da WWE         | 19:20 |
| 5                                           | Charlotte Flair derrotou Natalya (c) por desqualificação                                       | Luta individual pelo Campeonato feminino do SmackDown                | 12:15 |
| 6                                           | Jinder Mahal (c) (com The Singh Brothers) derrotou Shinsuke Nakamura                           | Luta individual pelo Campeonato da WWE                               | 12:10 |
| 7                                           | Bobby Roode derrotou Dolph Ziggler                                                             | Luta individual                                                      | 11:35 |
| 8                                           | Kevin Owens derrotou Shane McMahon                                                             | Luta Falls Count Anywhere Hell in a Cell                             | 39:00 |
| (c) – Refere-se aos campeões antes da luta. |                                                                                                |                                                                      |       |